# Orač
Orač odnosno Arača (mađ. Somogyaracs) je selo u južnoj Mađarskoj.
Zauzima površinu od 7,70 km četvornih.

## Zemljopisni položaj
Nalazi se na 46° 3' 33" sjeverne zemljopisne širine i 17° 23' 68" istočne zemljopisne dužine.
Aromec je 5 km, Bokasovo 5 km sjeverno a Vunep 3 km sjeverozapadno, Vilak je 3 km sjeveroistočno, Csokonyavisonta je 4,5 km sjeveroistočno, zaštićeno područje Csokonyavisontski šumski pašnjak je 5 km istočno-jugoistočno, Komluš je 2,5 km južno, a znamenitost Bobovečki pašin vrt 2,5 km jugozapadno, na cesti koja vodi prema Oraču.

## Upravna organizacija
Upravno pripada Barčanskoj mikroregiji u Šomođskoj županiji. Poštanski broj je 7584. U selu djeluje romska manjinska samouprava u Mađarskoj.

## Povijest
Prvi se put spominje 1296. kao Arach, a 1397. kao Aracha. 1467. je dijelom obiteljskog gospodarstva obitelj Török. 1512. je godine kralj ovo selo dao obitelji Perneszi. Poslije je bilo u vlasništvo grofova Šomšića.
Godine 1877. je veliki dio sela izgorio u požaru. U 20. st. pripadalo je barčanskoj upravnoj jedinici  járás.
Po metodologiji popisa iz 1910., 1910. je u selu živjelo 428 stanovnika, od čega 338 Mađara, 83 Hrvata, 7 Nijemaca. 425 su bili rimokatolici, 3 reformiranih.
Godine 1956. uspostavljena je prva seljačka zadruga (termelőszövetkezet) koja je razbijena tijekom revolucije. 1959. su se sela Bobovec, Vunep, Orač i Bojevo udružile u zadrugu Új Világ.
Zaštitnik sela je sv. Florijan.

## Promet
4 km jugozapadno prolazi željeznička pruga Velika Kaniža - Pečuh.

## Stanovništvo
Arača ima 244 stanovnika (2001.). Većina su Mađari, izjašnjenih Roma je blizu trećine.Romskog je podrijetla više od pola sela.

## Vanjske poveznice
- (mađ.) Zračne snimke Orača